# L-gulonolattone ossidasi
La L-gulonolattone ossidasi è un enzima non presente nell'uomo, appartenente alla classe delle ossidoreduttasi. Catalizza la seguente reazione:
(1) L-gulono-1,4-lattone + O2 ⇄ L-xilo-esa-2-ulono-1,4-lattone + H2O2
(2) L-xilo-esa-2-ulono-1,4-lattone ⇄ L-ascorbato (reazione spontanea)
Si tratta di una flavoproteina microsomiale. Il prodotto isomerizza spontaneamente a L-ascorbato. L'ascorbato (vitamina C) è sintetizzato dalla maggior parte dei Mammiferi, ad esclusione di Cavia e Primates, e da altri animali.